# 오일러 부등식
오일러의 부등식(독일어: Euler-Ungleichung, Euler's inequality, -不等式)은 스위스의 수학자인 레온하르트 오일러의 이름이 붙은 부등식이다. 이는 임의의 삼각형 ABC에 대하여 각각 R과 r을 그 외접원과 내접원의 반지름의 길이라고 할 때, 다음 부등식을 이른다. 등식이 성립할 필요충분조건은 ABC가 정삼각형인 것이다.
- {\displaystyle R\geq 2r.}

이와 동치인 형태로, a, b, c가 ABC의 세 변의 길이이며 {\displaystyle s:={\frac {a+b+c}{2}}} 라고 할 때, 다음 부등식을 오일러의 부등식이라 하기도 한다.
- {\displaystyle abc\geq 8(s-a)(s-b)(s-c).}

이 두 식이 동치임은 쉽게 보일 수 있다. 아래 부등식의 우변은 헤론의 공식과 R과 r에 대해 {\displaystyle S={\frac {abc}{4R}}} 과 {\displaystyle S=rs} 가 성립함을 이용하여 이를 대입하고 정리하기만 하면 된다.

## 증명 1 (오일러 삼각형 정리)
이 부등식은 삼각형 기하학에 대한 오일러 삼각형 정리로 불리는 다음 등식을 이용하면 자명하다.
- {\displaystyle d^{2}=R(R-2r).}

여기서 d는 임의의 삼각형 ABC에 대해 외접원과 내접원 사이의 거리이다. d=0이 되는 경우는 ABC가 정삼각형이 될 때뿐인데, 이 경우 정확하게 R=2r이 성립하므로 모든 경우에 대해 {\displaystyle R-2r\geq 0} 을 얻는다.

## 증명 2 (독립적 증명)
오일러의 부등식은 오일러 삼각형 정리와 관계없이 독립적으로 증명할 수도 있다. 식의 변형을 위해서는 아래의 동치 형태를 증명하는 것이 편하다.
{\displaystyle abc\geq 8(s-a)(s-b)(s-c)}
이것을 증명하기 위해 먼저 a, b, c가 삼각형의 세 변의 길이이므로 적당한 양의 실수 {\displaystyle x,y,z} 가 존재하여 {\displaystyle a=x+y,b=y+z,c=z+x} 로 치환할 수 있다. 그러면 이 부등식은 다음과 같이 된다.
{\displaystyle (y+z)(z+x)(x+y)\geq 8xyz}
그런데 산술-기하 평균 부등식에 의해 {\displaystyle y+z\geq 2{\sqrt {yz}},z+x\geq 2{\sqrt {zx}},x+y\geq 2{\sqrt {xy}}} 가 성립하므로, 이 세 식을 변변 곱하면 위 부등식이 성립한다.

## 같이 보기
- 오일러 삼각형 정리

## 참고 문헌
- 류한영 외, 《한국수학올림피아드 바이블 2》, 도서출판 세화, 2008